# Alice Marian Ellen Bale
Alice Marion Ellen Bale, o AME Bale, (Richmond, Victoria, 11 de noviembre de 1875 – 14 de febrero de 1955) fue una artista australiana.

## Biografía
Bale nació en Richmond, Victoria, hija de Marian y del naturalista William Mountier Bale. Era hija única y su familia tenía casas tanto en Kew como en Castlemaine. Estudió arte con Frederick McCubbin y Lindsay Bernard Hall en la Galería Nacional de la Escuela de Arte Victoria 1895-1904. Saltó a la fama como artista en Melbourne en las décadas de 1920 y 1930, desarrollando su reputación como una de las pintoras de flores y bodegones más importantes de Australia. Alejándose de sus compañeras artistas que estaban más alineadas con el movimiento sufragista, Bale prefirió trabajar intensamente dentro de las limitaciones de las estructuras tradicionales del mundo del arte. Ella nunca abandonó el estado de Victoria.
Miembro activo del Club Pickwick de Kew, se reunía con miembros jóvenes, algunos de los cuales eran compañeros de estudios de la  Escuela de Arte de la Galería Nacional, para discusiones semanales en las que adoptaban las personalidades de los personajes de Charles Dickens. Allí conoció a Norman Brown, compañero del club. La relación con él terminó en 1906 con la partida de Brown y la renuencia de Bale a dejar su ordenada vida familiar.
Como pintora, Bale hizo paisajes y retratos, pero fue más conocida por sus estudios florales. Pudo vender sus pinturas y exponer no solo en Australia, sino también en Londres y París.
Bale editó la revista VAS de la Victorian Artists' Society antes de que sus esfuerzos por reformar la sociedad en 1917 y 1918 y una derrota electoral la llevaran a su destitución por ser una problemática. Su amiga Jo Sweatman, la última funcionaria que quedaba en el cargo, también fue derrocada unos meses después por un tecnicismo electoral. Se convirtieron en miembros fundadoras de la Twenty Melbourne Painters Society, en la que Bale ocupó el cargo de secretaria hasta su fallecimiento.
Bale expuso con la Sociedad de Pintoras de Melbourne entre 1917 y 1955.

## Beca itinerante y premio de arte AME Bale
Bale estableció la Beca de Viaje y el Premio Bienal de Arte AME Bale  por su voluntad de apoyar a los artistas australianos. El premio "tiene como objetivo alentar, apoyar y promover la formación clásica de artistas emergentes en cualquier etapa de la vida, que persigan el estudio y la práctica del arte tradicional y que deseen estudiar las obras de los grandes maestros".
Se otorgan tres premios:
- Primer premio, beca de viaje de estudios (50.000 dólares australianos). Se otorga desde 2011.[9]
- Premio de arte AME Bale por obras en óleo o acrílico (5,000 dólares australianos).
- Premio de arte AME Bale por obras en papel (5.000 dólares australianos)

## Obra en colecciones
- Galería de arte de Nueva Gales del Sur,[10]
- Galería Nacional de Victoria.[11]
- Museo de arte de Castlemaine[12]

## Premios
Fue finalista del Premio Archibald en 1922, y 1924, mientras que el retrato que Ernest Buckmaster hizo de ella en 1932 fue finalista en el Archibald.